# Unió Socialista de Catalunya
La Unió Socialista de Catalunya (USC) va ser un partit polític català d'esquerres fundat el 8 de juliol de 1923 a partir d'una escissió de la Federació Catalana del PSOE, dirigida per Rafael Campalans i Puig, Joan Comorera, Manuel Serra i Moret i Gabriel Alomar. Dins la secció de cultura d'aquesta primera junta directiva figuren noms com Feliu Elias, Emili Mira, Cosme Rofes i Carles Fages de Climent.
Defensava un socialisme reformista i gradualista, no gaire allunyat del que proposava el PSOE en l'àmbit social, si bé amb una major sensibilitat a la problemàtica nacional catalana, defensant el dret a l'autodeterminació. Un dels seus principals dirigents va ser Joan Comorera i el seu periòdic era Justícia Social.
La implantació de la Dictadura de Primo de Rivera i la supressió de la Mancomunitat de Catalunya el 1926 suposaren la dissolució virtual del partit, que es reorganitzà el 1930. A partir del 1931 inicià una estreta col·laboració amb l'Esquerra Republicana de Catalunya (ERC), partit hegemònic al Principat. Bastí una Unió General de Sindicats Obrers de Catalunya (UGSOC), i tingué uns vincles especials amb la Unió de Rabassaires i Altres Cultivadors del Camp de Catalunya. L'estiu del 1933 provà la fusió amb la Federació del PSOE al Principat, però el projecte fou frustrat des de la direcció estatal del PSOE liderada per Francisco Largo Caballero. Amb tot, la USC en sortí reforçada. Provà de compaginar la coalició electoral amb ERC i la participació en l'Aliança Obrera, però finalment fou expulsada d'aquesta darrera per aquell vincle electoral. Va ser una de les organitzacions que, el 1934, va donar suport als fets del sis d'octubre. Després, però, reforçà la línia de col·laboració amb les altres forces socialistes del Principat, allunyant-se d'ERC. A les eleccions generals espanyoles de 1936 participà en el Front d'Esquerres. I el 23 de juliol de 1936, just iniciada la Guerra Civil espanyola va ser una de les organitzacions que es van unir per fundar el Partit Socialista Unificat de Catalunya (PSUC).

## Justícia Social
Justícia Social va ser un setmanari editat per la Unió Socialista de Catalunya (USC) que es publicà en dos períodes diferenciats: el primer entre 1923 i 1926, amb l'edició de 126 números, i el segon entre 1931 i 1936, amb 126 números. El 19 de juliol de 1936 la USC s'integrà en el Partit Socialista Unificat de Catalunya. Amb la unió que formà el PSUC el setmanari Justícia Social s'ajuntà amb Octubre amb el nom de Justícia Social-Octubre, que visqué pocs mesos i es convertí en el diari Treball.

## Resultats electorals

### Eleccions al Parlament
| Any  | Vots                   | %                      | Escons | +/- |
| ---- | ---------------------- | ---------------------- | ------ | --- |
| 1932 | Dins Esquerra Catalana | Dins Esquerra Catalana | 5 / 85 | Nou |

### Eleccions Generals
| Any  | Vots                      | %                         | Escons  | +/- |
| ---- | ------------------------- | ------------------------- | ------- | --- |
| 1931 | Dins Esquerra Catalana    | Dins Esquerra Catalana    | 4 / 473 | Nou |
| 1933 | Dins Esquerra Catalana    | Dins Esquerra Catalana    | 3 / 473 | 1   |
| 1936 | Dins el Front d'Esquerres | Dins el Front d'Esquerres | 4 / 473 | 1   |